# Accessoiriste
L'accessoiriste est une personne chargée sur un tournage ou lors d'une pièce de théâtre de trouver — en achetant, louant, construisant ou modifiant — les objets (accessoires) cités ou suggérés par le scénario et le dépouillement défini par le metteur en scène. Elle fait partie de l'équipe de décoration dont elle assure la continuité du travail sur le plateau en gérant le décor et les accessoires qui lui ont été confiés et qu'elle peut être amené à réparer. Elle assure, avec le ou la scripte, la responsabilité des raccords accessoires/décoration pour assurer la continuité chronologique de l'histoire. 
Les plans filmés sont tournés selon un plan de tournage qui ne respecte que rarement l'ordre chronologique, en raison des contraintes techniques, de la disponibilité des décors et des intervenants dont les acteurs. Ce qui amène un risque de faux-raccords nuisibles à l'expérience du spectateur. Il est donc à la charge de l'accessoiriste de veiller aux « raccords accessoires », c'est-à-dire que l'on retrouve les mêmes objets d'un plan à l'autre, dans la même disposition. 
L'accessoiriste peut être amené à mettre en œuvre des petits effets spéciaux (tirs d'armes, fumées, pluie, etc.).
En France, son statut relève, comme pour la plupart des métiers du cinéma, des intermittents du spectacle.